# 柴山景綱
柴山 景綱（しばやま かげつな、天保6年11月11日（1835年12月30日） - 1911年（明治44年）9月6日）は幕末薩摩藩の尊王攘夷家、明治時代の山形県・福島県・警視庁官僚。通称は龍五郎。
幕末には精忠組に参加して寺田屋騒動で検挙され、薩英戦争・禁門の変・戊辰戦争に参戦した。明治時代には同郷・同い年の義弟三島通庸の下で山形県東置賜郡・南置賜郡、福島県伊達郡・信夫郡郡長を務め、土木事業を推進し、故事・旧跡の顕彰に努めたが、しばしば強権的な手法を批判された。晩年は栃木県那須野が原三島農場で開墾事業に携わった。

## 経歴

### 幕末
天保6年（1835年）11月11日薩摩国鹿児島高麗町上之園に薩摩藩兵学者柴山権介の子として生まれた。
文久元年（1861年）冬島津忠義の御先定供となった。文久2年（1862年）春島津久光が文久の改革を求めて率兵上京した際、忠義の御留主定供を命じられるも従わず、什長薬丸兼義の伍長として大坂に上り、精忠組の突出計画に参加したが、寺田屋騒動で制止され、5月12日帰郷し、自宅で謹慎した。11月許され、12月定供・徒目付となった。
文久3年（1863年）の薩英戦争ではユーライアラス号への斬込みを命じられ、答書の受渡しに乗じて町田六郎左衛門・江夏喜蔵・志岐藤九郎と乗り込んだが、計画は実行されなかった。元治元年（1864年）7月の禁門の変では三番隊什長として伍長篠原国幹、戦兵桐野利秋・肝付十郎・永山休清・田実善之助・岸良俊介等を率い、長州藩軍と戦った。
慶応3年（1867年）10月伊佐郷・加世田郷監軍となり、上京して東寺で教練を行った。1868年（明治元年）戊辰戦争が勃発すると、8月足軽隊三小隊監軍となり、春日丸で北越戦線に駆け付け、新潟・松ヶ崎に滞陣後、西郷隆盛・村田新八と秋田に偵察し、大山格之助と合流、院内から秋田戦争に参戦した。

### 明治時代
明治2年（1869年）3月知政所砲兵一隊長となり、川尻砲台で指揮した。明治4年（1871年）8月鹿児島県小隊長。西郷隆盛の勧めで、明治5年（1872年）1月兵部省に出仕し、築造局分課、霞ヶ関兵営築造係、営繕掛、神田上水・玉川上水工事、学務取扱を担当した。
1875年（明治8年）6月13日東京府大属・囚獄掛となり、市谷監獄署に勤務し、脱獄を繰り返す力士の監視に当たった。12月27日警視庁に出仕し、川路利良の下、第一局詰、第二局詰・西洋人銃猟取扱掛、第五局詰掛、屠牛場掛、黴毒検査取締を担当した。
1876年（明治9年）8月山形県令となった三島通庸に招かれ、1877年（明治10年）7月30日山形県に出仕し、1878年（明治11年）2月13日山形県師範学校建築掛を務めた。1878年（明治11年）11月1日東置賜郡長となり、1880年（明治13年）12月3日南置賜郡長を兼任し、露藤村・入生田村・松橋村・亀岡村・浅川村の屋代川共用用水を巡る争論を鎮静した。
三島通庸が福島県令に転任すると、1882年（明治15年）1月26日福島県学務課長に転じた。三島行政への反発から福島事件が起こると、自ら警部を引き連れて河野広中を逮捕し、12月12日警部を兼任して福島県警察本署に勤務した。

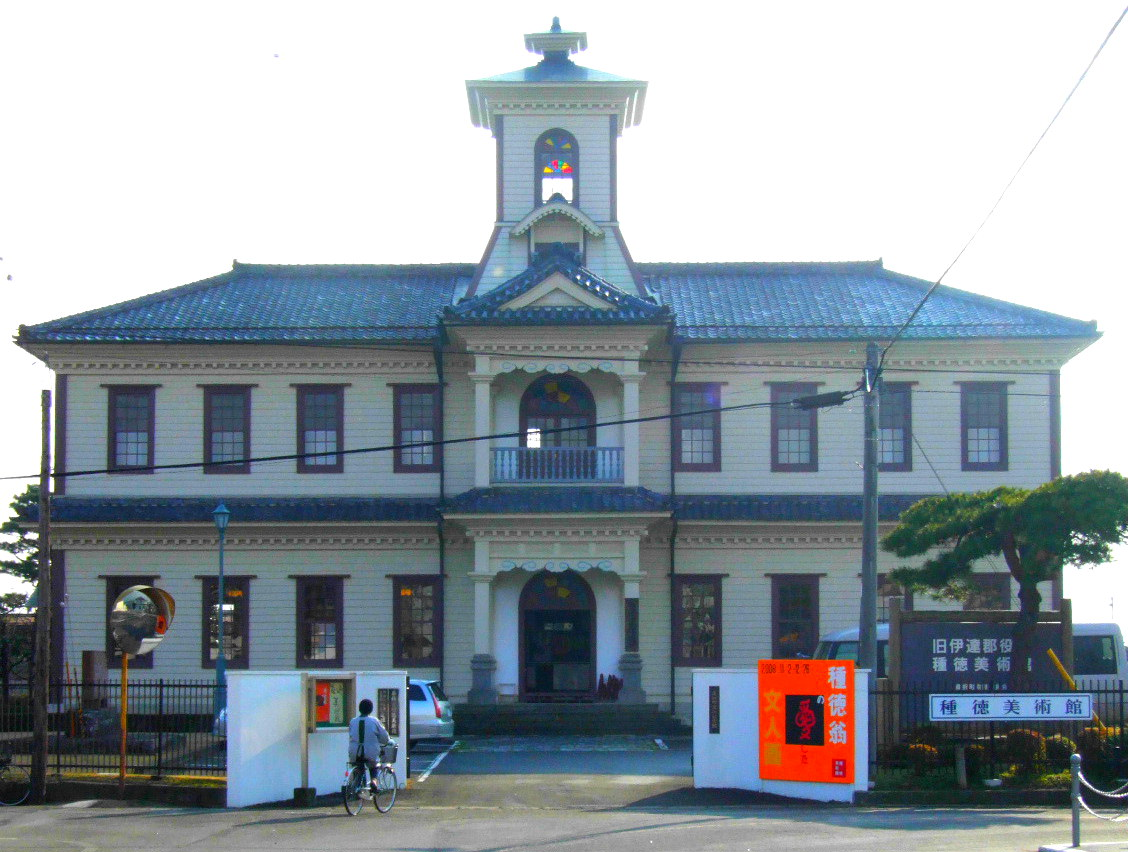
桑折村に新築された旧伊達郡役所は現在国の重要文化財。

1883年（明治16年）2月1日伊達郡長となり、保原村にあった郡役所を桑折村に移転させた。11月13日信夫郡長兼伊達郡長となり、蚕業改良資金の調達、霊山神社官幣社化の陳情、庭坂村湯町・庭坂街道の建設等を行った。1884年（明治17年）11月20日信夫郡長専任となり、湯野村西根神社の創建、山口村に埋没していた信夫文知摺石の発掘を行い、1886年（明治19年）4月19日辞任した。
1885年（明治18年）12月三島通庸が警視総監に就任すると、1886年（明治19年）4月26日警視庁二等警視となり、27日第一方面監督、1887年（明治20年）10月25日警察本署次長、1889年（明治22年）3月2日署長を歴任し、1890年（明治23年）1月31日非職となった。
1890年（明治23年）7月22日宮内省御料局技師、度会事務所長となり、度会御料地に小屋・橋・道路を整備した。1892年（明治25年）12月24日非職、1893年（明治26年）2月7日辞任し、和歌山に旅し、小田原に隠居した。
1898年（明治31年）5月通庸長男三島弥太郎の依頼で、通庸が栃木県那須郡に設立した肇耕社（後三島農場）管理人を引き受け、那須野が原の開墾・区画整備に携わった。1911年（明治44年）9月6日、7日又は8日三島で老衰病により死去した。

## 栄典・授章・授賞
- 1884年（明治17年）10月9日 従七位[10]
- 1886年（明治19年）7月8日 従六位[10][27]
- 1889年（明治22年）11月29日 大日本帝国憲法発布記念章[10]
- 1891年（明治24年）12月8日 正六位[10]
- 1892年（明治25年）6月29日 勲六等瑞宝章[10]
- 1911年（明治44年）9月7日 従五位[28]

## 石碑
- 柴山郡長顕彰碑 – 福島市信夫文知摺公園内。1904年（明治37年）3月建立[29]。
- 柴山翁之碑 - 那須塩原市三島神社境内。1918年（大正7年）7月建立[25]。

## 編著
- 『佐藤荘司家伝』[30]
- 『奥羽全史』[31]
- 『征韓史料』[31]
- 『関ヶ原記事本末』[31]
- 『関ヶ原軍記』[31]
- 『尊攘類纂』[31]
- 『北畠正史』[31]
- 『同引用書目録』[31]
- 『北畠正史古文書纂』[31]
- 『同附録』[31]
- 『漢文北畠正史』[31]
- 『同首』[31]
- 『信夫毛地摺記』[31]
- 『文化由来記』[31]
- 『猪湖雑誌』[31]
- 『信長記』[31]
- 『家康記』[31]
- 『国体元基』[31]

## 評価
福島県時代、三島通庸の側近として自由民権運動弾圧に与し、強権的に土木事業を推進したため、しばしば活動家や住民から反発を受けた。自由党系『福島民報』は、住民の反発を押して建設した信夫橋が10年足らずで陥落したと揶揄し、「三島氏よりも専制」と評している。福島町土木主任原太一は、内務大臣山縣有朋に提出した福島県庁移転反対建言書において、農蚕業の繁忙期に人夫を信夫文知摺石の発掘作業に駆り出したことなどを批判している。
庭坂湯町の温泉は、自らの痔が高湯温泉で治癒し、宿屋の主人に分湯を頼むも断られたため、地租改正で未登記だった源泉を郡書記徳江末晴に払い下げることで強引に引湯したものという。一時は栄えたが、引湯による効能低下のため人気は低迷し、漏水による農業被害も発生したため、1898年（明治31年）閉鎖された。
三島農場時代は、住民に「事務所の大旦那」と親しまれたという。

## 逸話
東京で内務省社寺局長丸岡莞爾に霊山神社官幣社化の陳情を行った際、「物の順序」を理由に即時実現に難色を示された。そこで、大阪の官幣社阿部野神社の霊山遷座を提案したが、権限がないとして断られると、逆上して飛びかろうとし、右手で制止される場面があった。その後、県令赤司欽一が景綱を県下に引き揚げさせ、丸岡に「こう遅滞するなら、あの郡長を出すぞ。」と官幣社化の履行を迫ると、「あんな郡長があるものか。あんな人は決して出してくれるな。」と大いに嫌悪されたという。
元精忠組の同志西郷従道が某卿として来県した際、県令三島通庸から「たとえ昔は君僕の間柄であったとしても、今ではその地位に雲泥の相違ができたのだから、よくよく言語動作を慎んで、仮にも朝廷に対し不敬のことがないように。」と忠告されていたものの、当日従道に鹿児島弁で「いっとき（やあ、しばらく）。」と声をかけられると、「やあ、慎吾。やっとであったろ（疲れたろう）。」と応じてしまい、周囲を驚かせた。

## 親族
- 父：柴山権介（権助[12]） - 薩摩藩兵学者[2]。剣の達人だったと言われ、「前に五十騎、後ろに百騎、これを斬ってまわすは柴山権介」と謳われたという[36]。
- 母：叶子[37]
- 弟：是枝万助快（よし）次 - 平姓[38]。寺田屋事件後、薩摩へ帰る船中、君命により田中河内介を斬殺、慶応3年（1867年）心経病に罹った[39]。
- 妹 - 万助を看病中、熱病で死去[39]。
- 妹：三島和歌子 - 子爵三島通庸の妻。子に三島弥太郎、三島弥彦など。[40]。和歌子は安政6年(1859年)に森岡昌純と結婚したが、森岡が鎮撫使を命じられ、兄景綱らと敵対する立場となったことから4年で離婚、その後三島と再婚した[41]。三島家と柴山家は家が近所で景綱と通庸は幼馴染。

本姓は藤原氏。子孫は昭和30年代後半まで三島農場の管理人を務めた。